# Joseph Paul Franklin
Joseph Paul Franklin, nato James Clayton Vaughn Jr. (Mobile, 13 aprile 1950 – Bonne Terre, 20 novembre 2013), è stato un serial killer e terrorista statunitense.
È stato condannato a morte e numerosi ergastoli, e poi giustiziato, per molti omicidi quasi sempre legati alla sua ideologia suprematista bianca, neonazista e segregazionista. La polizia gliene attribuì 20, di cui almeno 7 accertati. Gli si attribuisce anche il tentato omicidio di due persone facoltose: l'attentato del 1978 all'editore Larry Flynt e del suo legale, e l'attentato del 1980 a Vernon Jordan. Franklin non è stato condannato per nessuno dei due reati. In virtù delle svariate ritrattazioni alle sue stesse dichiarazioni, l'esatta portata dei suoi crimini non è stimabile con certezza.

## Biografia
Nato col nome di James Clayton Vaughn a Mobile, in Alabama, da una famiglia indigente, figlio di James Clayton Vaughn Sr. e Helen Rau Vaughn, nel 1976 cambiò il suo nome in Joseph Paul Franklin. Lo scelse in onore di Joseph Goebbels e Benjamin Franklin. Fin dai tempi delle scuole superiori prese a manifestare forti interessi, prima verso i Cristiani Evangelici, poi verso il nazismo; in seguito si assocerà sia all'American Nazi Party che al Ku Klux Klan. Ebbe una figlia da un matrimonio registrato nel 1968.
Prese molto presto a vivere come uno sbandato, vagabondando su e giù per la East Coast con l'obbiettivo di "ripulire il mondo" dalle persone che riteneva inferiori, in particolar modo neri ed ebrei. Si manteneva rapinando banche, spesso vendendo o barattando le armi con cui compiva i suoi omicidi. Nonostante parzialmente cieco all'occhio sinistro e completamente privo della vista nel destro, Franklin era un abile tiratore, e ha ucciso la maggior parte delle sue vittime da una distanza di almeno 30 metri. Non ha mai cercato il contatto con la sua vittima, preferendo assassinarla dalla distanza, secondo il modus operandi di una tipologia di serial killer chiamata mission oriented. Era un assassino altamente specializzato, che pianificava in anticipo vie di fuga e strategie per non lasciare alcuna traccia.

### Carriera criminale
Il livello di violenze di Franklin è stato in continua ascesa; prima di commettere il primo omicidio di cui si abbia notizia, aveva già incendiato una sinagoga e spruzzato acido contro una coppia "interrazziale". A partire dal 1977 si abbandonò a una sorta di delirio omicida, mantenendosi con le rapine in banca. Confessava apertamente la propria ideologia razzista, sostenendo che Dio voleva che lui cominciasse la "guerra di razza".
Franklin uccideva a caso; forse ha cominciato a Madison, nel Wisconsin. I suoi obiettivi erano prevalentemente coppie miste, che lui chiamava "MRCs" (mixed-race couples). In diverse interviste ha spiegato come pianificasse gli omicidi e le modalità di fuga per tempo, cambiando spesso pettinatura e colore dei capelli, così come automobili ed abiti. Durante le fughe era solito sintonizzarsi sulle trasmissioni radio della polizia. In un'occasione minacciò di uccidere il Presidente Jimmy Carter per le sue posizioni di apertura nei confronti dei diritti civili.
Per sua stessa ammissione, aveva anche coltivato l'intenzione di assassinare Jesse Jackson, ma le misure di sicurezza adottate da Jackson all'epoca azzeravano le possibilità di successo: virò dunque il suo obbiettivo verso Vernon Jordan. Un vero artista della fuga, riuscì di sfuggire alla cattura per anni. La fine della sua carriera giunse quando un'infermiera, in Florida, prelevandogli del sangue riconobbe l'aquila di mare tatuata su un braccio e segnalata dagli identikit.
Arrestato quindi nel 1980, Franklin cominciò ben presto a rilasciare confessioni dettagliate. È stato processato in diversi Stati; nel 1997, nel Missouri è stato condannato a morte. In seguito ad accuse circostanziate o confessioni, Franklin è stato ricollegato a venti omicidi, sei aggressioni, sedici rapine in banca e due attentati incendiari. Ha confessato otto omicidi e ha ricevuto diverse condanne a morte e di carcere a vita. Ha rilasciato spontaneamente numerose confessioni alla fine degli anni novanta, a condizione di poterle rivolgere a una "attraente investigatrice bianca".

### Attività
La maggioranza delle vittime accertate di Franklin furono membri di coppie miste composte da uomini afroamericani e donne bianche.

#### 1976
- Il 6 settembre Franklin pedina una coppia mista in una via e gli spruzza acido.

#### 1977
- Il 29 luglio la Beth Shalom Synagogue a Chattanooga viene incendiata.
- Il 7 agosto, vestito da cowboy, Franklin ferisce a morte un uomo afroamericano e uccide una donna bianca, Alphonse Manning e Toni Schwenn, mentre si allontana dopo aver compiuto una rapina in banca a Madison, nel Wisconsin.[1] Spazientito dalla lentezza di Manning che lo precedeva in auto, gli sparò con una pistola rubata quando questi uscì dall'abitacolo per un chiarimento, dopodiché camminò fino alla sua auto e ne ammazzò l'amica. Il 14 febbraio 1986 ricevette due condanne all'ergastolo per questi omicidi.
- 8 ottobre, Richmond Heights, in Missouri: Franklin, nascosto nell'erba alta dietro a un palo del telegrafo nel parcheggio della Sinagoga di Brith Shalom, spara su tre uomini con un fucile da caccia Remington 700, uccidendone uno, Gerald Gordon, e ferendo gli altri due. Alle prime ore del giorno si era procurato chiodi, una bicicletta e una custodia per chitarra. Prima dell'attentato aveva limato il numero di serie dell'arma. Arrivato sul posto, aveva piantato i chiodi al palo del telegrafo da utilizzare come ricoveri per armi e munizioni. Dopo aver predisposto tutto secondo i piani, estrasse il fucile dalla custodia e sparò i cinque colpi che uccisero Gordon e ferirono Steven Goldman e William Ash; quindi ripulì le impronte digitali, ripose il fucile nella custodia, e usò la bicicletta per allontanarsi rapidamente dalla zona e raggiungere la macchina. È stato riconosciuto colpevole dell'omicidio e condannato alla pena di morte per iniezione letale nel Centro Correzionale di Potosi, nel Missouri.

#### 1978
- Franklin sostiene che il 6 marzo 1978 ha usato un fucile calibro 44 per attentare alla vita del pornografo Larry Flynt e del di lui avvocato Gene Reeves a Lawrenceville, in Georgia. Nella sua confessione, Franklin asserì di essere in rappresaglia contro di loro per un numero di Hustler che esibiva foto di sesso "interrazziale". Flynt rimase paralizzato dalla vita in giù. L'editore ha creduto fino alla morte nella confessione di Franklin, ma la dichiarazione è stata archiviata. La confessione giunse anni dopo l'attentato, quando ormai non era più possibile dimostrare alcuna evidenza dietro alle parole di Franklin.
- 29 luglio 1978: Franklin, nascosto nell'erba alta attorno a un Pizza Hut di Chattanooga, balza fuori e uccide Bryant Tatum con un fucile da caccia calibro 12. Tatum, un uomo di colore, viene colpito una sola volta, così come la sua ragazza bianca Nancy Hilton (sopravvissuta). Franklin confessò e si dichiarò colpevole, vedendosi assegnata una condanna al carcere a vita, assieme a una condanna per una rapina a mano armata del 1977 da lui mai confessata.

#### 1979
- 12 luglio: il manager della Taco Bell Harold McIver, un uomo di colore di 27 anni, viene ferito a morte da un colpo entrato dalla finestra da una distanza di 140 metri, a Doraville, in Georgia. Franklin confessò ma non fu processato né condannato per questo crimine. Franklin asserì che McIver aveva stretto legami con donne bianche, e che l'omicidio era finalizzato a prevenire che facesse sesso con loro.
- 18 agosto: Franklin spara e uccide un uomo di colore seduto in un Burger King a Falls Church in Virginia. Successivamente, questo fu lo stesso scenario di uno degli attacchi del cecchino della Beltway. Franklin rivendicò l'attentato in una registrazione video.

- Il 21 ottobre Franklin uccide una coppia mista a colpi di fucile a Oklahoma City. Spara cinque colpi da 90 metri di distanza, colpendo tre volte Jesse Taylor, nero, e una volta Marian Bresette, bianca. Al momento della morte non era ancora stato processato per il duplice omicidio.

- 5 dicembre: nella Contea di Dekalb, in Georgia, Franklin uccide con una doppietta la prostituta quindicenne Mercedes Lynn Masters, con cui si è precedentemente intrattenuto. L'imperdonabile errore della ragazza era stato quello di rivelare a Franklin che aveva anche clienti di colore.

#### 1980
- 8 o 11 gennaio: Franklin uccide un ragazzo di colore di 19 anni con un fucile di precisione a Indianapolis. Il ragazzo stazionava col padre all'esterno di una friggitoria. Franklin era in attesa di processo per omicidio aggravato quando fu giustiziato.

- 16 o 17 gennaio: Franklin spara e uccide un uomo di colore col medesimo fucile, da 140 metri di distanza, sempre a Indianapolis. Era in attesa di processo per omicidio aggravato al momento dell'esecuzione.

- 2 maggio, Contea di Monroe, Wisconsin: Franklin uccide l'autostoppista Rebecca Bergstrom con una pistola. Ha confessato questo omicidio nel 1984.
- 29 maggio: Franklin asserisce di aver sparato - ferendolo gravemente - all'attivista per i diritti civili nonché Presidente della Urban League Vernon Jordan dopo averlo visto con una donna bianca a Fort Wayne, nell'Indiana. Franklin inizialmente respinse ogni addebito e fu quindi assolto, ma successivamente confessò.

- 8 giugno: Franklin confessa di aver ucciso i cugini Darrel Lane (14 anni) e Donte Evans Brown (13 anni) a Bond Hill, Cincinnati. Stava aspettando da ore, appostato su di un cavalcavia, che passasse una coppia mista, ma si spazientì e decise di sparare sui due ragazzi. Ha subito un doppio ergastolo per i due omicidi. Durante il processo sbeffeggiava il giudice, lo sceriffo e i suoi uomini, insinuandone l'omosessualità.
- 15 giugno: Franklin spara e uccide una coppia mista: Arthur Smothers (22 anni) e Kathleen Mikula (16 anni), in una zona boschiva a Johnstown (Pennsylvania). Franklin ha confessato, ma lo Stato della Pennsylvania non lo ha processato, il caso è stato archiviato per l'avvenuta esecuzione di Franklin.
- 25 giugno: Franlin si avvale di una Ruger calibro 44 per uccidere due autostoppiste: Nancy Santomero (19 anni) e Vicki Durian (26 anni) a Pocahontas, in Virginia Occidentale. Questo crimine anni fu confessato anni prima che un altro uomo, Jacob Beard, residente in Florida, venisse erroneamente perseguito per il medesimo. In quell'occasione, dopo aver caricato le due ragazze (bianche) in auto, Franklin decise di ucciderle quando una delle due gli aveva raccontato di essere stata con un ragazzo nero. Dichiarò: "Mi dissero che erano per le coppie miste. Decisi semplicemente di farle fuori".
- 20 agosto: Franklin uccide due uomini neri da 37 metri con un fucile semiautomatico Marlin Firearms mentre facevano jogging con delle donne bianche a Salt Lake City. A Franklin vennero comminate due condanne al carcere a vita per il duplice omicidio. Le vittime, Ted Fields e David Martin, morirono sul colpo.
- Settembre: Franklin si sottrae alla custodia, ma viene ricatturato in Florida.

### Condanna e carcere
Dopo il processo per l'assassinio di Gerald Gordon, Franklin dichiarò che il suo solo rammarico era che uccidere ebrei non fosse legale. Tentò (inutilmente) la fuga durante il processo. Rilasciò un'immediata dichiarazione circa questi tentativi di fuga, ringraziando la giuria per un processo equo e complimentandosi con loro per il verdetto, sostenendo che se non gli fosse stata data la pena di morte, sarebbe probabilmente scappato di nuovo.
Franklin è stato detenuto nel braccio della morte al Centro Correzionale di Potosi vicino a Mineral Point, nel Missouri. La condanna a morte è stata eseguita il 20 novembre 2013 nel carcere di Bonne Terre, in Missouri, mediante iniezione letale di pentobarbital.

### Influenze
Nel 1989, il fondatore di National Alliance William L. Pierce, pubblicò il suo romanzo, Hunter, sotto lo pseudonimo di Andrew MacDonald. Il libro era esplicitamente dedicato a Joseph Paul Franklin.